# Unorthodox Behaviour
Unorthodox Behaviour è il primo album del gruppo musicale rock-jazz fusion britannico Brand X, pubblicato il 18 giugno 1976 dall'etichetta discografica Charisma.

## Tracce
Musiche di Phil Collins, John Goodsall, Robin Lumley, Percy Jones.
Lato A
1. Nuclear Burn – 6:25
2. Euthanasia Waltz – 5:37
3. Born Ugly – 8:10

Lato B
1. Smacks of Euphoric Hysteria – 4:25
2. Unorthodox Behaviour – 8:13
3. Running on Three – 4:35
4. Touch Wood – 3:03

## Formazione
Gruppo
- John Goodsall – chitarra
- Percy Jones – basso, marimba (traccia: 5), basso acustico (traccia: 7)
- Robin Lumley – tastiere
- Phil Collins – batteria, vibrafono (traccia: 2)

Ospiti
- Jack Lancaster – sax soprano (traccia: 7)